# Виктория Шоу
Виктория Шоу (англ. Victoria Shaw, урождённая Джанетт Энн Лавина Мэри Элизабет Элфик (Jeanette Ann Lavina Mary Elizabeth Elphick), 25 мая 1935 — 17 августа 1988) — австралийская актриса. Родилась в Австралии, где окончила модельную школу и дебютировала в качестве актрисы в 1953 году. Спустя два года, благодаря Бобу Хоупу, она попала в Голливуд, где заключила контракт с «Columbia Pictures». На киноэкранах она появилась в таких фильмах как «Кровавое кимоно» (1959) и «Западный мир» (1973), а также много снималась на телевидении.
Со своим первым супругом, актёром Роджером Смитом, Шоу была в браке с 1956 по 1965 год, родив от него троих детей. В дальнейшем она состояла в браке с продюсером Эллиоттом Александером, с которым вскоре развелась. Актриса скончалась в Сиднее в возрасте 53 лет от эмфиземы.

## Фильмография
| Год  | Фильм                 | Роль                   | Примечание                                            |
| ---- | --------------------- | ---------------------- | ----------------------------------------------------- |
| 1953 | The Phantom Stockman  | Ким Марсден            |                                                       |
| 1956 | The Eddy Duchin Story | Чикита Уин             | Премия Золотой глобус в номинации «Лучшая дебютантка» |
| 1959 | Кровавое кимоно       | Кристин Даунс          |                                                       |
| 1959 | Edge of Eternity      | Дженис Кендон          |                                                       |
| 1960 | Because They're Young | Джоан Дитрих           |                                                       |
| 1960 | I Aim at the Stars    | Мария фон Браун        |                                                       |
| 1966 | Alvarez Kelly         | Чарити Уорвик          |                                                       |
| 1973 | Западный мир          | Средневековая королева |                                                       |